# Rickard Noberius
Rickard Noberius (* 6. Oktober 1974 in Överluleå) ist ein ehemaliger schwedischer Biathlet. Zwischen 1996 und 2001 nahm er an fünf Biathlon-Weltmeisterschaften teil.
Rickard Noberius lebt in Boden. Er begann 1988 mit dem Biathlonsport. Er gab zu Beginn der Saison 1995/96 in Östersund sein Biathlon-Weltcup-Debüt und wurde in seinem ersten Einzel 58. Auf der nächsten Weltcupstation am Holmenkollen in Oslo gewann er als 25. des Sprints seinen ersten Weltcuppunkt. Höhepunkt der ersten internationalen Saison wurde die Teilnahme an den Biathlon-Weltmeisterschaften 1996 in Ruhpolding, wo Noberius 66. des Einzels und als Startläufer mit Tord Wiksten, Jonas Eriksson und Fredrik Kuoppa Neunter im Staffelrennen wurde. Nächste internationale Meisterschaft wurde die WM 1997 in Osrblie. Noberius kam im Einzel auf den 19. Platz, wurde 76. des Sprints und mit Mikael Löfgren, Wiksten und Kuoppa Elfter im Staffelwettbewerb. Zudem kam er mit Löfgren, Wiksten und Per Thoresson auf den 13. Rang im Mannschaftsrennen. Ein Jahr später fanden die Weltmeisterschaften in Kontiolahti statt. Noberius konnte sich als 60. der Sprints gerade noch für das Verfolgungsrennen qualifizieren, in dem er 53. wurde. Mit Matthias Nilssen, Kuoppa und Wiksten wurde er zudem Zehnter des Staffelrennens. Wegen extremer Witterungsbedingungen musste ein Teil der WM an den Holmenkollen verlegt werden. Dort konnte der Schwede im Einzel noch den 25. Platz erreichen. In der Saison 1999/2000 konnte Noberius in Ruhpolding bei einem Sprintrennen mit Rang neun das einzige Mal in einem Einzelrennen eine Top-Ten-Platzierung erreichen. Auch die Weltmeisterschaften 2000 wurden an zwei Orten durchgeführt. In Oslo lief Noberius auf Platz 35 im Einzel und 70 im Sprint, in Lahti erreichte er mit Wiksten, Henrik Forsberg und Erik Albinder mit der Staffel, in der er als Startläufer fungierte, den 12. Rang. Zum fünften und letzten Mal nahm der Schwede bei den Biathlon-Weltmeisterschaften 2001 in Pokljuka teil. Im Sprint wurde er 79., 32. des Einzels und mit Eriksson, Forsberg und Carl Johan Bergman Staffel-16. Seine letzten Rennen bestritt er zum Ende der Saison am Holmenkollen, wo er sowohl im Sprint wie auch in der Verfolgung 44. wurde.

## Bilanz im Biathlon-Weltcup
Die Tabelle zeigt alle Platzierungen (je nach Austragungsjahr einschließlich Olympische Spiele und Weltmeisterschaften).
- 1.–3. Platz: Anzahl der Podiumsplatzierungen
- Top 10: Anzahl der Platzierungen unter den ersten zehn (einschließlich Podium)
- Punkteränge: Anzahl der Platzierungen innerhalb der Punkteränge (einschließlich Podium und Top 10)
- Starts: Anzahl gelaufener Rennen in der jeweiligen Disziplin

| Platzierung | Einzel | Sprint | Verfolgung | Massenstart | Team | Staffel | Gesamt |
| ----------- | ------ | ------ | ---------- | ----------- | ---- | ------- | ------ |
| 1. Platz    |        |        |            |             |      |         |        |
| 2. Platz    |        |        |            |             |      |         |        |
| 3. Platz    |        |        |            |             |      |         |        |
| Top 10      |        |        |            |             |      | 8       | 8      |
| Punkteränge | 4      | 4      | 1          |             | 2    | 13      | 24     |
| Starts      | 22     | 35     | 14         |             | 2    | 14      | 87     |